# 重點機場
重點機場（英语：Focus City）指一間航空公司於非其樞纽機場開辦多條前往其他城市的直航航線。例如，美國西北航空公司（已併入達美航空）於2009年3月，在西雅圖塔科馬國際機場提供了17條前往非其樞紐的航點。
與樞紐比較，前往重點機場的航班班次較少，亦多以較小型的區域型客機提供服務。此類服務多以點到點為主，較少用作轉乘服務。
重點機場常用於廉價航空，如美國的西南航空、歐洲的easyJet及Ryanair。這是基於他們大多提供短程的點到點服務，較少大型樞紐作轉乘之用。

## 外部連結
- Map of US Airways's routes and indicator of their focus cities （页面存档备份，存于）
- Map of AirTran's routes and indicator of their focus cities （页面存档备份，存于）
- JetBlue route map with "key cities"